# Замок Баллімун
За́мок Ба́ллімун (англ. Ballymoon Castle) — національна пам'ятка, розташована за 3 км на схід від міста Муйне Бег (Багеналстаун), що у графстві Карлоу. Будівництво замку датують XIII століттям.

## Історія замку Баллімун
Замок лежить в руїнах. Зберігся квадратний двір по 80 футів з кожної сторони. Збереглися стіни висотою 20 футів, збудовані з дикого каменю, зокрема з граніту. Гранітні блоки до 8 футів біля фундаменту. Всередині замку на стінах можна побачити сліди від каміну та дверей. Був колись великий подвійний камін у північній стороні замку, що був частиною великого залу. Є припущення, що замок не був завершений. Стіна західної сторони має арочні ворота. Можливо, були ще башти, які не збереглися. Є бійниці в стінах.
Замок доступний для громадськості, з доступом через невеликий дерев'яний міст через рів. Відвідувачі можуть оглянути стіни замку на рівні землі. Нині замок є національним пам'ятником.
Замок Баллімун, як вважається, був побудований в ХІІІ столітті або на початку XIV століття. Загалом, історія замку Балімун втрачена. Замком колись володіла аристократична родина Бігод, потім родина Карью, що придбала замок та землі родини Бігод. У 1800 році замок і землі навколо нього купив Майкл Шейлл з Вексфорда, що спробував на цих землях створити виробництво, але без особливого успіху.